# 더 파이터 (2012년 영화)
더 파이터(The Philly Kid)는 2012년 개봉한 미국의 영화이다.

## 줄거리
잘못된 살인 및 폭행 혐의로 10년간 루이지애나 감옥에서 복역한 전직 NCAA 챔피언 레슬러 딜런은 가석방된다. 그는 고향인 루이지애나 주 배턴루지로 돌아오고, 도박 빚에 시달리는 친구 제이크를 돕기 위해 케이지 격투에 뛰어들기로 한다. 하지만 그의 가석방 감시관이자 부패한 경찰, 새로운 여자친구, 그리고 격투기 프로모터들과 얽히면서 상황은 더욱 복잡해진다. 딜런이 격투에서 승리할수록 문제들은 더욱 커져가고, 결국 그는 승부 조작을 강요받는 상황에 놓인다.

## 출연

### 주연
- 웨스 차담
- 데본 사와
- 사라 버틀러
- 닐 맥도프

### 조연
- 크리스 브라우닝
- 버나드 혹
- 에바 보글
- 에릭 스콧 우즈
- 마이클 제이 화이트
- 앤드류 센세닉
- 리치 클레멘티

## 기타
- 제작총지휘: 조엘 실버
- 제작총지휘: 바비 랑겔로브